# 范子瑜
范子瑜（1914年—2002年），湖南省张家界市人，中华人民共和国政治人物。
1934年，范子瑜加入中国工农红军，参加反围剿战争、山城堡战役和长征等战役。抗日战争期间，他担任八路军供给部会计科科长、晋西北军区供给部副部长、晋绥军区后勤部副部长兼供给部部长等职位，并参加百团大战。第二次国共内战期间，他任晋绥军区后勤部副部长、晋南军区后勤部部长等职位。中华人民共和国成立后，他担任中央人民政府食品工业部糖业组组长、解放军总后勤部营房管理部副部长、部长、第二物资部部长等职，授中国人民解放军少将军衔。此后担任中华人民共和国商业部部长兼中央财政经济领导小组成员。